# Абдашка
Абдашка — упразднённое село в Кайтагском районе Дагестана. На момент упразднения входило в состав Лищинского сельсовета. Исключено из учётных данных в 1947 г в связи с переселением всего населения на территорию бывшей ЧИАССР.

## География
Располагалось у подножья хребта Вархатау, в верховье безымянного ручья впадающего в реку Уллучай, в 2 км к северо-западу от села Адага.

## История
До вхождения Дагестана в состав Российской империи селение Абдашка входило в состав общества Шуракант Кайтагского уцмийства. Затем в Лищинское сельское общество Кара-Кайтагского наибства Кайтаго-Табасаранского округа Дагестанской области. В 1895 году селение состояло из 64 хозяйств. По данным на 1926 год село состояло из 61 хозяйства. В административном отношении входило в состав Лищинского сельсовета Кайтагского района. В 1930-е годы в селе образован колхоз имени Андреева.
В 1944 году, после депортации чеченского населения с Северного Кавказа и ликвидации ЧИАССР, население села (32 хозяйства, 137 человек) были переселены на территорию вновь образованного Шурагатского района.
В 1957 году, в связи с восстановлением ЧИАССР, жители вновь были переселены в село Маджалис, во вновь выстроенный микрорайон.
Село Абдашка, в 2005 году при принятии закона «О статусе и границах муниципальных образований Республики Дагестан», было включено в перечень населённых входящих в состав Маджалиского сельсовета. В том же году в закон была принята поправка и населённый пункт исключен из перечня.

## Население
| Численность населения | Численность населения | Численность населения | Численность населения | Численность населения | Численность населения |
| 1888                  | 1895                  | 1908                  | 1914                  | 1926                  | 1939                  |
| --------------------- | --------------------- | --------------------- | --------------------- | --------------------- | --------------------- |
| 279                   | ↘261                  | ↗301                  | ↘292                  | ↘249                  | ↘226                  |

По переписи 1926 года в селе проживало 249 человека (117 мужчин и 132 женщины), из которых: кайтагцы — 100 %.